# Yakubu Gowon
Yakubu "Jack" Dan-Yumma Gowon (Kanke, 19 de outubro de 1934) foi o chefe de Estado (chefe da Casa Militar do Governo Federal), da Nigéria entre 1966 e 1975. Ele tomou o poder depois de um golpe militar e foi derrubado por outro golpe. Liderou o país durante a brutal Guerra Civil da Nigéria e implementou uma dura ditadura militar que pôs fim ao período denominado Primeira República da Nigéria.